# Осма мотострелкова дивизия
Осма мотострелкова дивизия е бивше съединение на българската армия.

## История
Създадена е през 1950 с преименуването на шеста пехотна бдинска дивизия на шеста стрелкова дивизия. Нейните полкове също са преименувани на стрелкови. На 22 септември същата година дивизията е преименувана на осма стрелкова дивизия „Христо Ботев“. Съответно нейните полкове също са преименувани: 3-ти стрелкови полк става 4-ти стрелкови полк, 35-и стрелкови полк – 9-и стрелкови полк, 36-и стрелкови – 16 стрелкови, 6-и дивизионен артилерийски полк – 10-и оръдеен артилерийски полк. Към 1955 г. дивизията се състои от три стрелкови полка, два артилерийски полка, 1 танко-самоходен полк, зенитно-артилерийски полк, сапьорен, свързочен и разузнавателен батальон. В този период числеността ѝ наброява 6000 души. През 1955 г. във връзка с концепцията за усилване на южните и югоизточните подразделения дивизията е трансформирана в 9-и отделен стрелкови полк със задача във военно време да развръща осма стрелкова дивизия. През 1958 г. мирновременния ѝ състав е разпуснат, а остава само като план за военновременна дивизия, която трябва да бъде разгърната от Школата за подготовка на запасни офицери във Враца. В средата на 90-те години базата е трансформирана в механизирана бригада, която през 1998 г. получава името бдинска и става Осма бдинска механизирана бригада. През 2000 г. бригадата е превърната в осма мобилизационна база, от която през 2002 г. се развръща в 10-и отделен механизиран батальон. Той е подчинен на Командване „Запад“ до 2006 г., поради неговото закриване, а след това на пета механизирана бригада. През 2009 г. при закриване на пета бригада е закрит и батальона. Създаден е наново през 2014 г.

## Състав към 1950
- Четвърти стрелкови полк
- Девети стрелкови полк
- Шестнадесети стрелкови полк
- Десети оръдеен артилерийски полк

## Наименования
- Шеста стрелкова дивизия – 1950 – 22 септември 1950
- Осма стрелкова дивизия „Христо Ботев“ – 22 септември 1950 – 1955
- Девети отделен стрелкови полк – 1955 – 1958
- Школа за запасни офицери, Враца – 1958 – началото на 90-те
- Трета учебна база – началото на 90-те – средата на 90-те
- Осма механизирана дивизия – средата на 90-те – 1998
- Осма Бдинска механизирана бригада – 1998 – 2000
- Осма мобилизационна база – 2000 – 2002
- 10-и отделен механизиран батальон – 2002 – 2009
- 10-и отделен механизиран батальон – от 2014

## Командири
- полковник Ангел Пенков – декември 1952-февруари 1956 г.

## Началници на артилерията
- полковник Петко Николов